# Laurent Agouazi
Laurent Karim Agouazi (arabisch لورينت أغوازي; * 16. März 1984 in Langres) ist ein ehemaliger französisch-algerischer Fußballspieler und heutiger Trainer.

## Als Spieler

### Verein
Agouazi wurde 1998 in die Jugendmannschaft des FC Metz aufgenommen und machte einige Jahre später in der Reservemannschaft auf sich aufmerksam, sodass sich die Verantwortlichen 2004 zu einem Leihgeschäft an den Drittligisten RC Besançon entschieden. Der zu diesem Zeitpunkt 20-Jährige Agouazi avancierte in der dritten Liga direkt zum Stammspieler und wurde nach seiner Rückkehr nach Metz im Sommer 2005 in die Erstligamannschaft aufgenommen. Für diese debütierte er, als er am 10. September 2005 bei einem 0:2 gegen den OSC Lille in der Startaufstellung stand. Im ersten Jahr als Profi kam Agouazi lediglich zu sporadischen Einsätzen und musste am Saisonende darüber hinaus den Abstieg in die zweite Liga hinnehmen. Dort allerdings schaffte er den Sprung in die Stammelf. Dies blieb er nach dem Wiederaufstieg im Jahr 2007, dem 2008 der direkte Wiederabstieg folgte. Am Ende seines vierten Jahres bei Metz entschied sich der Spieler 2009 für einen Wechsel zum Erstligisten US Boulogne. Auch dort kam Agouazi auf regelmäßige Einsätze und spielte häufig von Beginn an, war aber nicht fest als Stammspieler gesetzt. Mit dem Verein musste er 2010 den Abstieg in die zweite Liga hinnehmen. Am 26. August 2011 wurde die vorzeitige Auflösung seines Vertrags bekannt gegeben. Wenige Tage später unterschrieb Agouazi beim ebenfalls zweitklassigen FC Istres, wo er, anders als in Boulogne, wieder einen Stammplatz erhielt. Dennoch verließ er den südfranzösischen Klub nach einer Spielzeit, um zu Beginn der Saison 2012/13 beim aus der ersten Liga abgestiegenen SM Caen zu unterschreiben. Er zählte in Caen ebenfalls zu den Leistungsträgern, fiel in der Rückrunde seines ersten Jahres in Caen jedoch aufgrund einer Knieverletzung für mehrere Monate aus und verpasste am Saisonende den angestrebten Aufstieg. Dieser gelang 2014 im zweiten Anlauf, doch im Anschluss daran wurde sein auslaufender Vertrag nicht verlängert. Bei der Suche nach einem neuen Arbeitgeber hatte er schließlich in Griechenland Erfolg und erhielt einen Vertrag beim Erstligisten Atromitos Athen. Einen festen Stammplatz erhielt er dort nicht und im Sommer 2015 folgte mit seinem Wechsel zum FC Tours die Rückkehr nach Frankreich. Bei dem Zweitligisten war er fortan im defensiven Mittelfeld gesetzt. 2016 wechselte er zum Ligakonkurrenten Chamois Niort. Zur Saison 2018/19 unterschrieb er einen Vertrag beim Racing FC Union Luxemburg in der BGL Ligue. Doch schon in der Winterpause wechselte er weiter zur 2. Mannschaft des FC Metz. Dort beendete der Mittelfeldspieler dann im Sommer 2020 seine aktive Karriere.

### Nationalmannschaft
Bereits im März 2008 erhielt Agouazi eine vorläufige Nominierung für ein Freundschaftsspiel der algerischen A-Nationalmannschaft gegen die Demokratische Republik Kongo, schaffte es allerdings nicht in den finalen Kader. Im Frühjahr 2013 gelang ihm, mit 29 Jahren, die Aufnahme in die algerische Nationalelf; theoretisch wäre er auch für die französische Mannschaft spielberechtigt gewesen. Am 2. Juni 2013 debütierte er für das nordafrikanische Land und war an einem 2:0-Sieg gegen Burkina Faso beteiligt.

## Als Trainer
In der Saison 2019/20 betreute Agouazi die U-19 des FC Metz und wechselte ein Jahr später als Co-Trainer zu der Reservemannschaft des Vereins. Seit dem Sommer 2021 ist er erneut Übungsleiter bei der U-19.